# 범바윗골의 비밀
《범바윗골의 비밀》은 MBC에서 1978년 7월 3일부터 1978년 10월 30일까지 방영한 어린이 연속극이다.

## 등장 인물
- 손창민 - 모돌 역
- 김형중 - 짱아 역
- 신민경 - 말숙 역
- 김호정 - 애리 역
- 김지훈 - 장구 역
- 윤진영 - 수진 역
- 이동수 - 꺽쇠 역
- 박재호 - 준팔 역
- 윤수원 - 영호 역
- 한광수
- 박원숙
- 김영옥
- 박규채
- 이장현
- 반효정
- 전운
- 임예진
- 박은수
- 박성미
- 김석옥
- 엄유신
- 한인수
- 임채무